# Rojdéstveno (Vladímir)
|  | Per a altres significats, vegeu «Rojdéstveno». |

Rojdéstveno (en rus: Рождествено) és un poble de l'óblast de Vladímir, a Rússia, segons el cens del 2010 tenia 131 habitants. Pertany al districte municipal de Mélenki.